# Kosma Prutkow

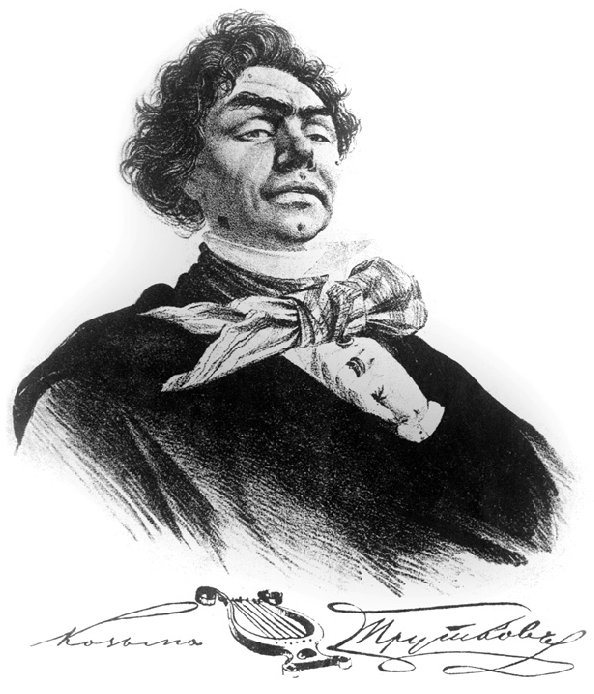
Porträt von Kosma Prutkow, angefertigt 1853 (Frontispiz der Gesammelten Werke)

Kosma Petrowitsch Prutkow (russisch: Козьма Петрович Прутков) ist ein fiktiver russischer Schriftsteller. Als Lebensdaten werden angegeben: * 11. April 1803; † 13. Januar 1863. Die ihm zugeschriebenen Werke wurden verfasst von Alexei Tolstoi (einem Cousin des bekannteren Lew Tolstoi) sowie seinen beiden Vettern Alexei und Wladimir Schemtschuschnikow. Mitarbeit an einzelnen Texten leisteten darüber hinaus ein weiterer Schemtschuschnikow-Bruder (Alexander) und Pjotr Jerschow.
Von den parodistischen und literaturkritischen Texten, die unter dem Sammelpseudonym ‚Kosma Prutkow‘ in den 1850er- und 1860er-Jahren vor allem im Sowremennik veröffentlicht wurden, sind heute hauptsächlich die Aphorismen bekannt. Über die wahre Autorschaft hinter dem Pseudonym wurde von den Zeitgenossen lange gerätselt – enthüllt wurde sie erst 1884 im Vorwort zu Prutkows Gesammelten Werken.

## Werdegang
Im erwähnten Beitext zu den Gesammelten Werken, verfasst von Alexei und Wladimir Schemtschuschnikow, finden sich Informationen zu Prutkows wichtigsten Lebensstationen. 1820 trat er in den Militärdienst ein und wurde Husar. In der Nacht zum 11. April 1823 hatte er einen intensiven Traum, der ihn dazu veranlasste, den Armeedienst zu quittieren und stattdessen Beamter in Zivil zu werden. Knapp 40 Jahre, bis zu seinem Tod, arbeitete er daraufhin im Finanzministerium, in der Staatlichen Probirkammer.
Nach seiner zufälligen Bekanntschaft mit Alexei Tolstoi und den Gebrüdern Schemtschuschnikow überredeten diese ihn, sich als dramatischer Schriftsteller zu versuchen. Zum ersten Mal trat Prutkow als Verfasser der Komödie Fantasie öffentlich in Erscheinung, die am 8. Januar 1851 am Alexandrinski-Theater in St. Petersburg aufgeführt wurde. Der anwesende Zar Nikolai I. verließ aufgrund der absurden Handlung entrüstet das Theater, woraufhin das Stück sofort abgesetzt wurde. Die Anmerkungen eines zaristischen Zensurbeamten, der mit dem Stück nicht viel anfangen konnte, aber trotzdem hie und da wahllos Ausdrücke verbesserte, sind erhalten geblieben und wurden in spätere Ausgabe des Stückes übernommen.
Neben weiteren kürzeren Theaterstücken wurden unter Prutkows Namen von 1853 bis 1854 und wieder ab 1860 in der Zeitschrift Sowremennik hochtrabend-parodistische Gedichte und Fabeln veröffentlicht. Teils ist das Ziel der Satire erkenntlich, aber: „Nicht immer lässt sich eine konkrete Vorlage für die Parodien Kozma Prutkovs ausmachen: Seine Texte sind oft Beispiele reiner, sich selbst genügender Nonsens-Literatur.“
Im Jahr 1863 wurde in derselben Zeitschrift der Tod Prutkows vermeldet. Dem „Nachruf“ wurden einige Texte aus dem Nachlass beigestellt, u. a. das Fragment seiner staatspolitischen Schrift Über die Einführung eines einheitlichen Denkens in Russland. 1884 wurden schließlich die Gesammelten Werke veröffentlicht, die einen Lebenslauf des Beamten und Schreiberlings Prutkow enthielten. Außerdem wurde in dem Band die wahre Autorschaft hinter dem kollektiven Pseudonym enthüllt. Die Gesammelten Werke erlebten mehrere Wiederauflagen.

## Übersetzungen ins Deutsche
Peter Urban hat einige Texte Prutkows ins Deutsche übertragen, darunter die beiden Stücke Der unbesonnene Türke, oder: Wer ist schon gerne Enkel? und Das Zusammenwirken der irdischen Gewalten. Außerdem hat er Prutkows Aufsatz Über die Einführung eines einheitlichen Denkens in Russland sowie seine Aphorismen übersetzt. Die Ausgabe 90 des Literaturmagazins Schreibheft, erschienen im Februar 2018, enthielt einen Schwerpunkt zu Kosma Prutkow mit u. a. Texten aus dem übersetzerischen Nachlass Peter Urbans, zusammengestellt von Norbert Wehr.

## Früchte des Nachdenkens
Die über 200 überlieferten Aphorismen Prutkows – Früchte des Nachdenkens – bestehen aus zugespitzten Banalitäten und in Beamtenstil verfasstem Unsinn. Viele davon sind in den Zitatenschatz der russischen Sprache eingegangen. Einige Beispiele (in Urbans Übersetzungen):
- „Der Verlobungsring ist das erste Glied in der Kette des Ehelebens.“
- „Niemand umarmt das Unermessliche.“
- „Der eifrige Arzt gleicht einem Pelikan.“
- „Das Genie gleicht einem Hügel, der sich über die Ebene erhebt.“
- „Wenn du glücklich sein willst, so sei es.“
- „Auch die Auster hat Feinde!“

## Werke

### Stücke
- Fantasie, 1851
- Seidenspitzen, 1852
- Ein Streit klassischer griechischer Philosophen über das Schöne, 1854
- Der Schädelkundler, das heißt, Phrenologe, 1860
- Der unbesonnene Türke, oder: Wer ist schon gerne Enkel?, 1863
- Das Zusammenwirken der irdischen Gewalten, 1884

### Sonstiges
- Über die Einführung eines einheitlichen Denkens in Russland, 1863

## Übersetzungen
- Das Zusammenwirken der irdischen Gewalten. Mysterium in elf Auftritten. In: Fehler des Todes. Russische Absurde aus 2 Jahrhunderten. Herausgegeben und aus dem Russischen von Peter Urban. Frankfurt/Main: Verlag der Autoren 1990. S. 61–70.
- Der unbesonnene Türke, oder: Wer ist schon gerne Enkel? Ebenda, S. 71–79.
- Über die Einführung eines einheitlichen Denkens in Russland. Aus dem Russischen von Peter Urban. In: Schreibheft 90 (Februar 2018), S. 5–7.
- Früchte des Nachdenkens. Gedanken und Aphorismen. (Auswahl.) Ebenda, S. 11–22.